# Sérgio Rezende
Sérgio Rezende   (Rio de Janeiro, 9 d'abril de 1951) és un cineasta brasiler. És més conegut per dirigir diverses pel·lícules biogràfiques, com ara Lamarca, Mauá - O Imperador e o Rei, i Zuzu Angel, sobre el líder guerriller Carlos Lamarca, l'empresari Irineu Evangelista de Sousa, i l'estilista Zuzu Angel Jones, qui es va embarcar en una frenètica recerca del cos del seu fill Stuart. La seva publicació més recent, Salve Geral, va ser presentada pel Ministeri de Cultura per la seva candidatura als Premis Oscar de 2009 en la categoria Oscar a la millor pel·lícula de parla no anglesa. No va ser nominada al premi. La seva pel·lícula de 1987 O Homem da Capa Preta va participar en el 15è Festival Internacional de Cinema de Moscou.

## Filmografia
| Any         | Títol                              | Funció                                 | Categoria     |
| ----------- | ---------------------------------- | -------------------------------------- | ------------- |
| 1974        | Pra Não Dizer que Não Competi      | Director                               | Curtmetratge  |
| 1975        | Leila Para Sempre Diniz            | Director                               | Curtmetratge  |
| 1977        | P.S. Te Amo                        | Director                               | Curtmetratge  |
| 1980        | Até a Última Gota                  | Director i guionista                   | Llargmetratge |
| 1982        | O Sonho não Acabou                 | Director de fotografia                 | Llargmetratge |
| 1986        | O Homem da Capa Preta              | Director i guionista                   | Llargmetratge |
| 1989        | Doida Demais                       | Director i guionista                   | Llargmetratge |
| 1991        | A Maldição do Sanpaku              | Autor d’argument i guionista           | Llargmetratge |
| 1994        | Lamarca                            | Director i guionista                   | Llargmetratge |
| 1997        | Guerra de Canudos                  | Director i guionista                   | Llargmetratge |
| 1999        | Mauá - O Imperador e o Rei         | Autor d'argument, Director i guionista | Llargmetratge |
| 2000        | Quase Nada                         | Actor, Director i guionista            | Llargmetratge |
| 2003        | Onde Anda Você                     | Autor d'argument, Director i guionista | Llargmetratge |
| 2004        | O Cinema é Meu Jardim              | Director                               | Documental    |
| 2006        | Zuzu Angel                         | Director                               | Llargmetratge |
| 2009        | Salve Geral                        | Director i guionista                   | Llargmetratge |
| 2014 - 2017 | Questão de Família                 | Director i guionista                   | Série         |
| 2015        | Em Nome da Lei                     | Director i guionista                   | Llargmetratge |
| 2017        | O Paciente - O Caso Tancredo Neves | Director                               | Llargmetratge |
| 2021        | O Jardim Secreto de Mariana        | Director i guionista                   | Llargmetratge |